# Foursquare
Foursquare este un site web de tip rețea de socializare bazată pe locație și este disponibilă pentru dispozitivele mobile cu GPS, precum smartphone-urile.
În mai 2014, Foursquare avea peste 50 de milioane de utilizatori.

## Istoric
Foursquare a fost creat la New York în 2009 de către Dennis Crowley, Naveen Selvadurai, Harry Heymann, Nathan Folkman și Mike Singleton, iar logo-ul lui a fost desenat de către Mari Sheibley.
Pe 1 mai 2012, Foursquare anunță trecerea de la Google Maps la OpenStreetMap pentru localizare.